# Boumerieme
Boumerieme (franska: Boumerieme (CR), Boumerieme (Commune Rurale), arabiska: بوشاوون) är en kommun i Marocko.   Den ligger i provinsen Figuig och regionen Oriental, i den nordöstra delen av landet, 300 km öster om huvudstaden Rabat. Antalet invånare är 7 468.